# María José Martínez Sánchez
María José Martínez Sánchez (Yecla, Španjolska, 12. kolovoza 1982.) je bivša španjolska tenisačica. U svojoj karijeri je osvojila pet WTA naslova u singlu i šesnaest u paru dok je 2010. godine sa sunarodnjakom Tommyjem Robredom postala pobjednica Hopmanovog kupa, trećeg u španjolskoj teniskoj povijesti.

## Teniska karijera
María je profesionalnu tenisku karijeru započela 1998. godine dok zajedno s Anabelom Garrigues osvaja juniorski Roland Garros u igri parova. S istom suigračicom već sljedeće godine nastupa na pet WTA turnira od čega osvaja njih četiri. U to vrijeme tenisačica je preferirala zemljanu podlogu tako da je tek 2009. odigrala prvo finale turnira koji se ne igra na zemlji (Cincinnati Masters na betonu).
Tijekom 2002. i 2003. nastupila je u finalima parova u Espoou i Palermu nakon čega je uslijedila rezultatska stanka do 2008. godine. Tenisačica se tada vraća dobrim igrama u parovima dok joj suigračica postaje Nuria Llagostera Vives. S njome je do sredine 2008. osvojila turnir u Acapulcu te nastupila u još dva WTA finala. Također, tada je odigrala i prvo finale singla u Barceloni gdje ju je porazila ruska predstavnica Marija Kiriljenko. Uslijedio je nastup na Wimbledonu gdje María u singlu stiže do trećeg kola što joj je najbolji rezultat na tom turniru. Uspješnija je bila u parovima gdje je s Vives igrala u četvrtfinalu u kojem su Španjolke poražene od francusko-australskog para Dechy-Dellacqua.
Novu 2009. María José Martínez započinje nastupom na Australian Openu, prvom Grand Slamu sezone. Ondje je igrala u trećem kolu gdje ju je sa 6-1, 6-4 porazila sunarodnjakinja Carla Suárez Navarro. To joj je ujedno i najbolji uspjeh na tom turniru. Također, treće kolo kao najbolji rezultat karijere ostvarila je i na Roland Garrosu i US Openu gdje ju je oba puta pobjeđivala Serena Williams. Ta godina bila je uspješna za Maríju jer protiv Gisele Dulko osvaja svoj prvi turnir u singlu dok s Vives nastavlja dobrim igrama u paru (sedam osvojenih turnira u devet finala). Najznačajniji osvojeni turnir bilo je WTA prvenstvo koje se igra krajem sezone a gdje nastupaju najbolje rangirane tenisačice.
Prvi osvojeni turnir u 2010. godini bio je Hopmanov kup zajedno s Tommyjem Robredom a koji se održavao u australskom Perthu. Najprije su ostvarili uvjerljive pobjede u skupini A protiv SAD-a, Rumunjske i domaćina Australije. Nakon toga uslijedilo je finale protiv Velike Britanije. Poslije Maríjinog poraza od Laure Robson, rezultat izjednačuje Robredo u susretu protiv Andyja Murrayja. U trećem i finalnom meču parova, Sánchez i Robredo ostvaruju pobjedu od 7-6, 7-5 te osvajaju Hopmanov kup, treći u španjolskoj povijesti.
Na Mastersu u Rimu igranom 2010. godine, Martínez Sánchez na putu do finala pobjeđuje Francescu Schiavone, Caroline Wozniacki (tada drugu igračicu svijeta), Luciju Šafářovu a u polufinalu Anu Ivanović. U samom finalu pobjeđuje Jelenu Janković sa 7-6, 7-5. Na istom turniru je s Vives stigla i do finala parova gdje su Španjolke poražene od argentinsko-talijanske kombinacije Dulko-Pennetta Tim uspjehom, María nakon dva dana ulazi u Top 20 te postaje 19 igračica na ženskoj WTA listi. Međutim, taj plasman nije uspjela zadržati jer je na predstojećem Roland Garrosu ispala već u prvom kolu zbog ozljede vrata.
Tijekom 2011., tenisačica osvaja po dva turnira u singlu i paru te stiže do trećeg kola Wimbledona čime ponavlja uspjeh iz 2008. godine. Sljedeću sezonu Maríju José su obilježile ozljede i pad iz Top 150 u singlu. Tako se primjerice povukla iz Australian Opena zbog ozljede koljena. Unatoč svemu, sa suigračicom Vives osvaja turnir u Eastbourneu u igri parova te stiže do polufinala US Opena. Bila je to ujedno i posljednja natjecateljska sezona za Martínez Sánchez koja se nakon toga igrački umirovljuje.

## WTA finala

### Pojedinačno (5:1)
| Ishod   | Datum             | Turnir                | Podloga | Protivnik                | Rezultat           |
| ------- | ----------------- | --------------------- | ------- | ------------------------ | ------------------ |
| Poraz   | 15. lipnja 2008.  | Barcelona, Španjolska | zemlja  | Marija Kiriljenko        | 0–6, 2–6           |
| Pobjeda | 22. veljače 2009. | Bogotá, Kolumbija     | zemlja  | Gisela Dulko             | 6–3, 6–2           |
| Pobjeda | 11. srpnja 2009.  | Båstad, Švedska       | zemlja  | Caroline Wozniacki       | 7–5, 6–4           |
| Pobjeda | 8. svibnja 2010.  | Rim, Italija          | zemlja  | Jelena Janković          | 7–6(7–5), 7–5      |
| Pobjeda | 17. srpnja 2011.  | Bad Gastein, Austrija | zemlja  | Patricia Mayr-Achleitner | 6–0, 7–5           |
| Pobjeda | 25. rujna 2011.   | Seoul, Južna Koreja   | beton   | Galina Voskobojeva       | 7–6(7–0), 7–6(7–2) |

### Parovi (16:10)
| Ishod   | Datum               | Turnir                      | Podloga         | Partner                 | ProtivniCI                                    | Rezultat              |
| ------- | ------------------- | --------------------------- | --------------- | ----------------------- | --------------------------------------------- | --------------------- |
| Pobjeda | 4. travnja 2001.    | Acapulco, Meksiko           | zemlja          | Anabel Medina Garrigues | Virginia Ruano Pascual Paola Suárez           | 6–4, 6–7(5-7), 7–5    |
| Pobjeda | 8. travnja 2001.    | Porto, Portugal             | zemlja          | Anabel Medina Garrigues | Alexandra Fusai Rita Grande                   | 6–1, 6–7(5-7), 7–5    |
| Pobjeda | 6. svibnja 2001.    | Bol na Braču, Hrvatska      | zemlja          | Anabel Medina Garrigues | Nadja Petrova Tina Pisnik                     | 7–5, 6–4              |
| Poraz   | 16. srpnja 2001.    | Palermo, Italija            | zemlja          | Anabel Medina Garrigues | Tathiana Garbin Janette Husárová              | 6–4, 2–6, 4–6         |
| Poraz   | 29. srpnja 2001.    | Casablanca, Maroko          | zemlja          | María Emilia Salerni    | Ljubomira Bačeva Åsa Svensson                 | 3–6, 7–6(7–4), 1–6    |
| Pobjeda | 5. kolovoza 2001.   | Basel, Švicarska            | zemlja          | Anabel Medina Garrigues | Joannette Kruger Marta Marrero                | 7–6(7–5), 6–2         |
| Poraz   | 11. kolovoza 2002.  | Espoo, Finska               | zemlja          | Eva Bes-Ostariz         | Svetlana Kuznjecova Arantxa Sánchez Vicario   | 3–6, 7–6(7–5), 3–6    |
| Poraz   | 13. srpnja 2003.    | Palermo, Italija            | zemlja          | Arantxa Parra Santonja  | Adriana Serra Zanetti Emily Stellato          | 4–6, 2–6              |
| Pobjeda | 2. ožujka 2008.     | Acapulco, Meksiko           | zemlja          | Nuria Llagostera Vives  | Iveta Benešová Petra Cetkovská                | 6–2, 6–4              |
| Poraz   | 11. svibnja 2008.   | Berlin, Njemačka            | zemlja          | Nuria Llagostera Vives  | Cara Black Liezel Huber                       | 6–3, 2–6, (10–2)      |
| Poraz   | 15. lipnja 2008.    | Barcelona, Španjolska       | zemlja          | Nuria Llagostera Vives  | Lourdes Domínguez Lino Arantxa Parra Santonja | 4–6, 7–5, (10–4)      |
| Pobjeda | 21. veljače 2009.   | Bogotá, Kolumbija           | zemlja          | Nuria Llagostera Vives  | Gisela Dulko Flavia Pennetta                  | 7–5, 3–6, (10–7)      |
| Pobjeda | 28. veljače 2009.   | Acapulco, Meksiko           | zemlja          | Nuria Llagostera Vives  | Lourdes Domínguez Lino Arantxa Parra Santonja | 6–4, 6–2              |
| Pobjeda | 19. travnja 2009.   | Barcelona, Španjolska       | zemlja          | Nuria Llagostera Vives  | Sorana Cîrstea Andreja Klepač                 | 3–6, 6–2, (10–8)      |
| Poraz   | 11. srpnja 2009.    | Båstad, Švedska             | zemlja          | Nuria Llagostera Vives  | Gisela Dulko Flavia Pennetta                  | 2–6, 6–0, (5–10)      |
| Pobjeda | 19. srpnja 2009.    | Palermo, Italija            | zemlja          | Nuria Llagostera Vives  | Marija Koriceva Darija Kustova                | 6–1, 6–2              |
| Poraz   | 16. kolovoza 2009.  | Cincinnati, Cincinnati, SAD | beton           | Nuria Llagostera Vives  | Cara Black Liezel Huber                       | 3–6, 6–0, (2–10)      |
| Pobjeda | 23. kolovoza 2009.  | Toronto, Kanada             | beton           | Nuria Llagostera Vives  | Samantha Stosur Rennae Stubbs                 | 2–6, 7–5, (11–9)      |
| Pobjeda | 29. kolovoza 2009.  | New Haven, Connecticut, SAD | beton           | Nuria Llagostera Vives  | Iveta Benešová Lucie Hradecká                 | 6–2, 7–5              |
| Pobjeda | 1. studenog 2009.   | Doha, Katar                 | beton           | Nuria Llagostera Vives  | Cara Black Liezel Huber                       | 7–6(7-0), 5–7, (10-7) |
| Pobjeda | 20. veljače 2010.   | Dubai, UAE                  | beton           | Nuria Llagostera Vives  | Květa Peschke Katarina Srebotnik              | 7–6(7-5), 6–4         |
| Poraz   | 9. svibnja 2010.    | Rim, Italija                | zemlja          | Nuria Llagostera Vives  | Gisela Dulko Flavia Pennetta                  | 4–6, 2–6              |
| Poraz   | 23. listopada 2010. | Moskva, Rusija              | beton (dvorana) | Sara Errani             | Gisela Dulko Flavia Pennetta                  | 3–6, 6–2, (6–10)      |
| Pobjeda | 20. veljače 2011.   | Dubai, UAE                  | beton           | Liezel Huber            | Květa Peschke Katarina Srebotnik              | 7–6(7–5), 6–3         |
| Pobjeda | 9. srpnja 2011.     | Båstad, Švedska             | zemlja          | Lourdes Domínguez Lino  | Nuria Llagostera Vives Arantxa Parra Santonja | 6–3, 6–3              |
| Pobjeda | 23. lipnja 2012.    | Eastbourne, Engleska, UK    | trava           | Nuria Llagostera Vives  | Liezel Huber Lisa Raymond                     | 6–4, odus.            |

## Vanjske poveznice
- Profil tenisačice na WTA Tennis.com
- Profil tenisačice na FedCup.com  Arhivirana inačica izvorne stranice od 1. srpnja 2015. (Wayback Machine)